# Cethosia javana
Cethosia javana är en fjärilsart som beskrevs av Felder 1866. Cethosia javana ingår i släktet Cethosia och familjen praktfjärilar. Inga underarter finns listade i Catalogue of Life.